# Нил, Фил
Фил Нил (англ. Phil Neal; род. 20 февраля 1951, Ирчестер) — английский футболист, выступавший на позиции правого защитника, футбольный тренер. Четырёхкратный обладатель Кубка европейских чемпионов, один из самых титулованных английских футболистов всех времён.
В составе сборной Англии принимал участие в чемпионате Европы 1980 года и чемпионате мира 1982 года.

## Карьера

### Клубная
Нил начал карьеру в клубе «Нортгемптон Таун», в тот период игравшем в третьем и четвёртом дивизионах. За семь неполных сезонов провёл за «Нортгемптон Таун» в чемпионате 186 матчей, в которых забил 30 мячей. Осенью 1974 года был продан «Ливерпулю» за 66 тысяч фунтов стерлингов.
В составе «Ливерпуля» Нил 8 раз становился чемпионом Англии и 4 раза выигрывал Кубок европейских чемпионов. Всего за «Ливерпуль» провёл 650 матчей, забил 59 мячей; в чемпионате Англии — 455 матчей, 41 гол.

## Титулы и достижения
«Ливерпуль»
- Чемпион Англии (8): 1975/76, 1976/77, 1978/79, 1979/80, 1981/82, 1982/83, 1983/84, 1985/86
- Обладатель Кубка Футбольной лиги (4): 1980/81, 1981/82, 1982/83, 1983/84
- Обладатель Суперкубка Англии (5): 1976, 1977, 1979, 1980, 1982
- Обладатель Кубка европейских чемпионов (4): 1976/77, 1977/78, 1980/81, 1983/84
- Обладатель Кубка УЕФА: 1975/76
- Обладатель Суперкубка УЕФА: 1977